# Shubra El-Kheima
Shubra El-Kheima (tiếng Ả Rập: شبرا الخيمة El Shubra cũng viết Kheima, Shubra El Khayma, hoặc Shubra elKhayma) là thành phố lớn thứ tư tại Ai Cập. Nó nằm ở tỉnh Qalyubiyah Al. Thành phố nằm ở phía bắc Cairo và là một phần của vùng đô thị Cairo.
Shubra-Kheima chủ yếu là nơi sinh sống của công nhân (và gia đình của họ), người đã làm việc xung quanh nhà máy từ những năm 1940. Tuy nhiên, gần đây nó có chứa các mở rộng của Cairo về phía Bắc như một hệ quả của việc di cư từ các vùng nông thôn. Dân số là 1.016.722 người theo điều tra dân số năm 2006.
Shubra El-Kheima có cung điện Mohamed Ali của tổng trấn Mehmet Ali, lãnh đạo Albania của Ai Cập.